# Barringtonia sarcostachys
Barringtonia sarcostachys är en tvåhjärtbladig växtart som beskrevs av Friedrich Anton Wilhelm Miquel. Barringtonia sarcostachys ingår i släktet Barringtonia och familjen Lecythidaceae.

## Underarter
Arten delas in i följande underarter:
- B. s. dolichophylla
- B. s. sarcostachys